# Фадеев, Владимир Федосеевич
Владимир Федосеевич Фадеев (22 марта (3 апреля) 1875 — 30 августа (12 сентября) 1914) — офицер Русской императорской армии, участник Первой мировой войны, Георгиевский кавалер.

## Биография
Происходил из дворян Харьковской губернии.
Окончил Симбирский кадетский корпус. 28 августа 1893 года поступил в Константиновское артиллерийское училище, из которого 12 августа 1895 года выпущен подпоручиком в 35-ю артиллерийскую бригаду (со старшинством с 8 августа 1894 года).
В 1898 году переведён 1-ю запасную артиллерийскую бригаду. 27 июля 1899 года произведён в поручики, со старшинством с 8 августа 1898 года. 25 августа 1902 года произведён в штабс-капитаны, со старшинством с 8 августа 1902 года.
В 1906 году переведён в 1-ю гренадерскую генерал-фельдмаршала графа Брюса артиллерийскую бригаду. 25 мая 1907 года произведён в капитаны, со старшинством с 8 августа 1906 года. 1 августа 1907 года назначен старшим офицером 1-й батареи.
С началом Первой мировой войны переведён в 53-ю артиллерийскую бригаду и назначен командующим 1-й батареей.
30 августа 1914 года погиб в бою под Куссеном в Восточной Пруссии.
Приказом войскам 1-й армии № 281 от 30 ноября 1914 года, утверждённым Высочайшим приказом от 13 января 1915 года, награждён орденом Святого Георгия 4-й степени посмертно:
За то, что в бою под Куссеном 30-го августа 1914 года, будучи под ружейным и артиллерийским огнём на передовом наблюдательном пункте, в высшей степени хладнокровным и искусным управлением огнём батареи отбивал наступление неприятельской пехоты, заставляя её отступать. Будучи тяжело ранен, не сошёл со своего поста для перевязки и вовсе не делал таковой, продолжая управлять огнём своей батареи, пока не был убит наповал пулей в рот.
Был женат, детей не имел.

## Награды
- Орден Святого Георгия 4-й степени (30 ноября 1914 года, утверждено 13 января 1915 года);
- Орден Святого Станислава 2-й степени (18 августа 1913 года);
- Орден Святой Анны 3-й степени (15 февраля 1909 года).